# Neoclides simyra
Neoclides simyra är en insektsart som först beskrevs av John Obadiah Westwood 1859.  Neoclides simyra ingår i släktet Neoclides och familjen Diapheromeridae. Inga underarter finns listade i Catalogue of Life.